# Теодор II Монфератски
Теодор II Палеолог (Теодоро II Палеолого) (умро 16. априла 1418. године) је био маркгроф Монферата од 1381. године.

## Живот
Био је трећерођени син маркгрофа Јована II од Монферата и маркгрофице Изабеле од Мајорке. Теодор је именован за наследника маркгрофовије након смрти свог брата маркгрофа Јована III. Након смрти маркиза Јована II, маркгрофовију Монферат је задесила криза коју је изазвала прерана смрт двојице младих владара, од којих ниједан није имао потребне способности да се носи са унутрашњим стањем хаоса. Током своје младости, маркгроф Теодор II је био под намесништвом војводе Ђана Галеаца Висконтија. Убрзо се показало да је он сам по себи слаба особа. Оженивши се, својом вољом, Миланком, ћерком Леонарда Маласпине, маркгрофа од Луниђане, био је принуђен да Асти уступи војводи Ђан Галеацу Висконтију.
Након смрти своје прве и друге жене Жоане од Бара, 17. фебруара 1403. године, поново се оженио Маргаретом Савојском, ћерком Амадеа, кнеза од Ахаје. Одмах је избио рат између маркиза Теодора II и војводе Амадеа VIII Савојског. Војвода Филипо Марија Висконти од Милана интервенисао је у име маркиза Теодора II у замену за помоћ коју је војвода Филипо Марија Висконти добио да поново успостави своју власт у Милану.
Маркиз Теодор II је 1400. године, дао Борго Сан Мартино једном Фаћину Канеу за његову службу. Маркиз Теодор II и Фаћино су 1409. године, успели да заузму Милано и Ђенову. Маркиз Теодор II је задржао посед ових места све до 1413. године, када је, упркос неколико војних експедиција, сматрајући да је владавина својих пијемонтских и лангобардских власти претешка, одрекао их се у замену за велику суму.
Након Фаћинове смрти, маркиз Теодор II је морао да се бори са Висконтимјиа у Пијемонту све док није постигнут споразум 1417. године. Маркиз Теодор II Паеолог је убрзо умро, остављајући удовицу маркизу Маргарету Савоја Палеолог, касније блажена Маргарета. Наследио га је син маркгроф Јован Јаков.

## Бракови и деца
Маркиз Теодор II се први пут оженио са, Аргентином Маласпином. Била је ћерка Леонарда Маласпина, маркиза од Масе. Претпоставља се да нису имали деце.
Маркиз Теодор II Палеолог се 1393. године, оженио својом други пут са Јованом Барском. Била је ћерка Роберта I, војводе од Бара и Марије од Валоа. Њени бака и деда по мајци били су краљ Жан II од Француске и Бона од Бохемије. Имали су двоје познате деце:
- Јован Јаков од Монферата (23. март 1395 – 12. март 1445. године);.
- Софија од Монферата (умрла 21. августа 1434. године). Удата за цара Јована VIII Палеолога.[2]

Јована је умрла 15. јануара 1402. године, маркиз Теодор II је остао удовац годину дана. маркиз Теодор II Палеолог се 17. јануара 1403. године, оженио својом трећом женом Маргаретом Савоја. Била је најстарија ћерка Амедеа, кнеза од Ахаје и кнегиње Катарине од Женеве. Њихов брак је био без деце. Маркиза Маргарета Палеолог је надживела свог мужа за четрдесет и шест година и умрла 23. новембра 1464. године.

## У књижевности
Маркиз Теодор II је један од главних антагониста у роману Рафаела Сабатинија из 1926. године, Беларион од Фортунате, у којем је приказан као лукав, неповерљив и преамбициозан, иако страшни противник у рату. То је у супротности са његовом историјском репутацијом капетана, која није била велика. Сабатинијева књига незнатно мења историју тиме што је маркиз Теодор II био намесник, док је он у ствари био владајући маркиз. Теодоров син и наследник Јован Јаков се такође појављује као мањи лик у књизи, иако је приказан као Теодоров нећак.